# 吸收式制冷
吸收式制冷（absorption refrigerator）是利用熱源作為制冷能量來源的制冷系統，熱源可以是太陽熱能、燃燒化石燃料、工廠廢熱、或來自區域供暖系統。系統中有兩種冷媒，一種會蒸發冷卻，由第二種冷媒吸收。之後會再加熱，讓這兩種冷媒恢復到原始狀態。此一原理也可以用在空氣調節的大樓中，用燃氣渦輪引擎的廢熱或是熱水器的熱。若利用燃氣渦輪引擎的廢熱，在能源效率上的效率很高，因為先產生電、接著產生熱水，最後可以有冷氣的热电联产。吸收式制冷常用在休旅車、露營車以及拖挂式房车上，因為可以用丙烷作為能量來源，不需要電力。吸收式制冷和蒸氣壓縮製冷不同，除了讓冷媒流動之外，不需要其他的可動件。

## 原理
常見的吸收式制冷裝罝類似蒸氣壓縮製冷裝置，也會用沸點很低（低於-18°C）的冷媒。壓縮制冷的冷媒常會選氫氯氟烃（HCFC）或氫氟烴（HFC），而吸收式制冷裝罝會用氨或是水為冷媒，而且會有第二種冷媒（吸收劑，absorbent）可以吸收前述冷媒的氣體。冷媒可能是水（冷媒是氨的情形）或是鹽水（冷媒是水的情形）。兩種都是用蒸發冷卻的原理：當冷媒蒸發（或沸騰），會帶走熱量，因此會有冷卻的效果。二個的差異是冷媒由氣態變成液態（因此可以重覆冷卻循環）的方式，吸收式制冷裝罝的冷媒單純只用熱量傳輸使其由氣態變成液態，除了讓冷媒流動外，不需要其他的可動件。
吸收式制冷循環可以分為以下三段：
1. 蒸發：液態冷媒在低分压環境下蒸發，從環境中（例如冷藏室）吸熱。因為分壓較低，使其蒸發需要的溫度比較低。
2. 吸收：第二種液態冷媒（在耗盡狀態下），會吸收氣態的冷媒，維持較低的分壓。會產生氣態冷媒飽和的液體，進入下一階段。
3. 再生：將冷媒飽和的液體加熱，使其中的氣態冷媒蒸發。

a. 蒸發是在細管的下端，氣態冷媒的泡泡將冷媒耗盡的液態推到較高的腔室，之後會因為重力使其流到吸收腔。
b. 熱的氣態冷媒流過熱交換器，將熱傳送到系統以外（例如冰箱外的室溫空氣），在較高處凝結。凝結後的液態冷媒會因重力流動，以提供蒸發階段需要的冷媒。
因此系統有沒有泵浦的情形下，會提供力學式的循環。
在凝結時，為了避免一些壓力上的問題，會加入第三種氣態。
和壓縮製冷比較，壓縮製冷會使用壓縮機，可能是電力或是內燃機驅動，以增加氣態冷媒的壓力。所得的高溫、高壓氣體會在暴露在外在環境下（多半是室內的空氣）的熱交換器（冷凝器）中凝結為液體。凝結的液體溫度接近室溫，但壓力較高，會通過節流孔或節流閥進入蒸發區。節流孔或節流閥會在高壓凝結區以及低壓蒸發區之間產生壓力差。蒸發區的低壓會使液態冷媒蒸發，同時吸收冷藏室內的熱。氣態冷媒會回到壓縮機，重覆此一循環。

### 簡易的鹽水系統
大型商業場所中用的簡易吸收式制冷系統會用溴化锂或氯化锂鹽以及水。水在低壓下會在要冷卻的盤管內蒸發。水會吸收到溴化锂（或氯化锂）鹽水溶液中。系統再透過熱，將水從溴化锂鹽水中蒸發出來。

### 噴水吸收制冷系統

噴水吸收制冷系統

另一種制冷會使用空氣、水以及鹽水溶液。吸入的溫暖潮濕空氣會通過噴灑鹽水的腔室中，會使空氣降低濕度，但不會降低溫度，之後再讓空氣通過蒸發冷卻器，其中會噴灑淡水，使空氣降溫，並增加濕度。低溫的空氣會再通過另一個通過噴灑鹽水的腔室中，去除濕度，得到乾冷的空氣。
鹽水溶液會在低壓下加熱，使水蒸發。蒸發的水蒸氣會再凝結成液態的水，接到蒸發冷卻器中。

### 單壓吸收制冷系統

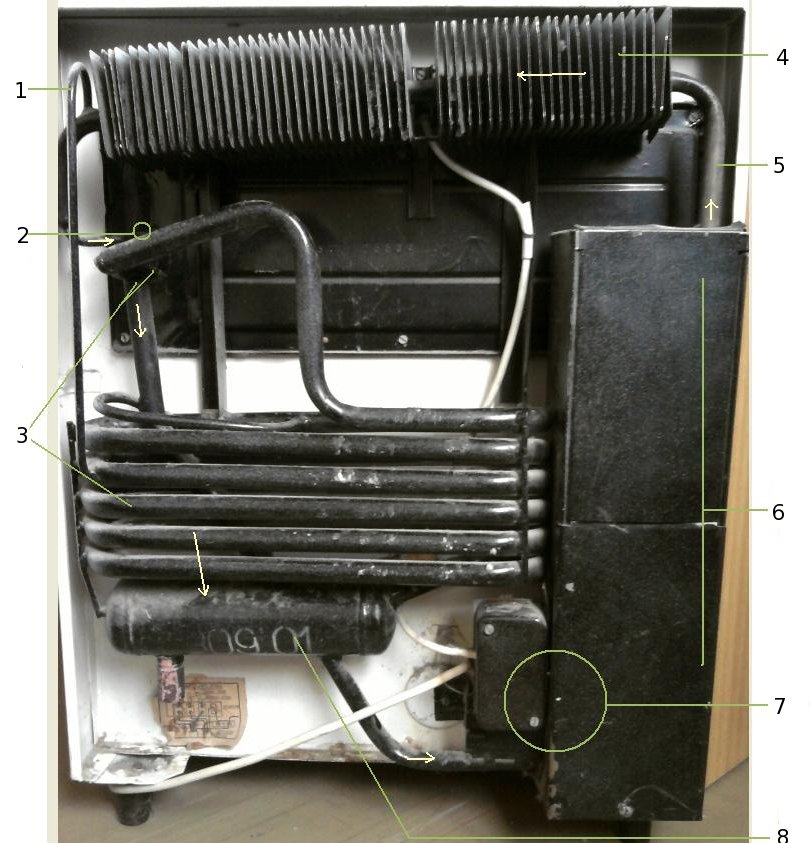
家用制冷系統
1. 氫氣流進有液氨的管路中
2. 氨和氫氣進入內腔室，其體積膨脹，使液氨的分壓減少。氨氣蒸發，吸收將液氨中的熱
（ΔH_{Vap}）使其降溫，冰箱中較熱的部份會有熱流到較冷的液體，讓液氨進一步的蒸發。
3. 氨和氫氣從內腔室流出，氨被水吸收，氫氣會往上昇
4. 氨氣凝結（被動冷卻）
5. 熱的氨氣
6. 從氨水中加熱，蒸餾氨氣，外圍有隔熱材料
7. 電子熱源
8. 吸收容器（氨水溶液）

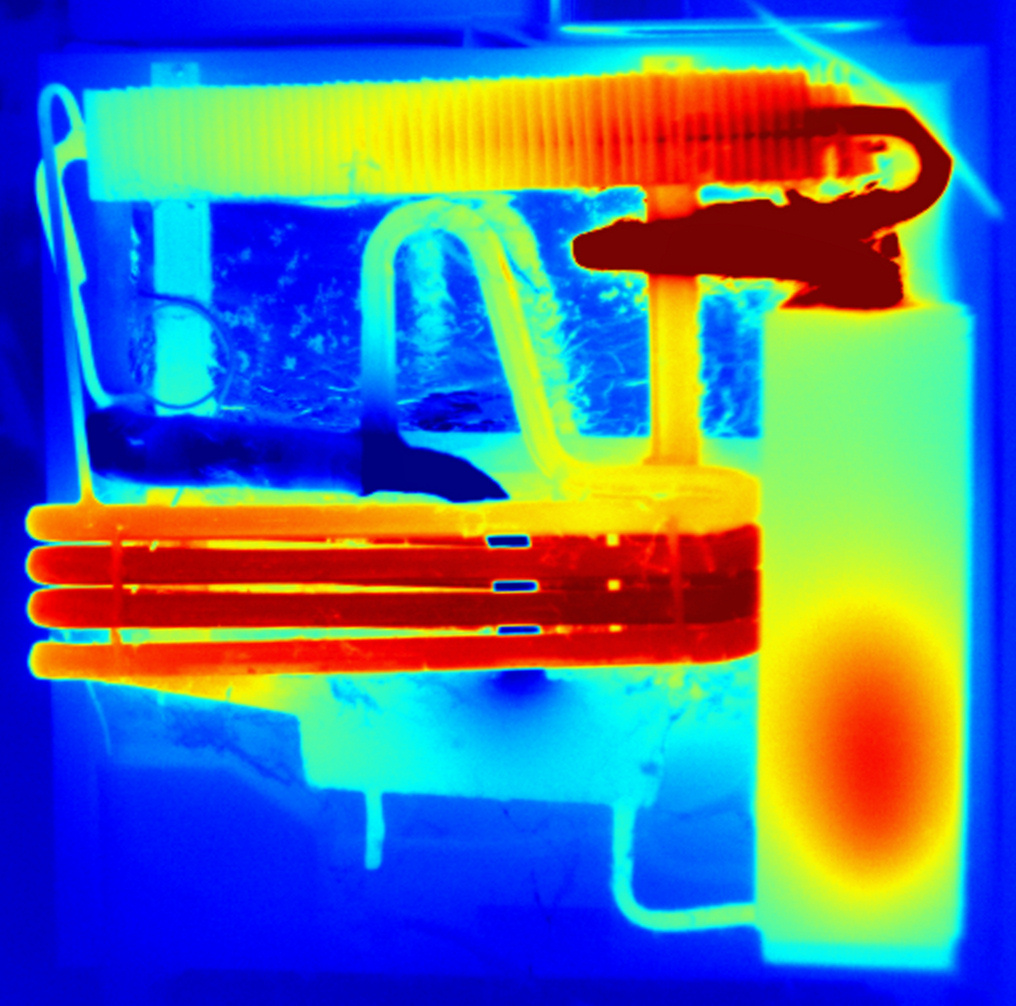
上圖家用制冷系統的溫度分佈。顏色表示溫度，藍色表示低溫，紅色表示高溫。熱源（7）完全包覆在隔熱材料（6）內

單壓吸收冷卻系統的原理是依液體的蒸發速度是依其蒸氣的分壓而定，若分壓較低，會蒸發的比較快。在維持系統總壓相等的前提下，冷卻系統在低温的冷卻部份，讓冷媒維持在分壓較低的條件下（以提高蒸發速率），在和外部空氣接觸，散熱到外界時，讓冷媒維持在分壓較高的條件下（降低蒸發速率）。
冷卻系統中有三種物質：氨、氢氣和水。循環是封閉的，因此所有的氨、氫氣和水都可以重覆使用。此系統會加壓，使氨的沸點超過冷凝管（冷卻系統傳熱到外部，溫度會比空氣高）的溫度，此壓力一般會是14–16 atm，此壓力下氨的露點為35 °C。
冷凍循環的開始，室溫下的液氨會進入蒸發器中。蒸發器的容積較液氨的體積較大，多出來的空間是由氫氣及氨氣所填充。氫氣的存在會降低氨氣的气体分压，因此使液氨的蒸發溫度低於蒸發器內的溫度。氨氣蒸發，並且從液氨中帶走一部份的熱，使液氨溫度降低。冷卻系統較熱的部份會有熱流到較冷的液體，讓液氨進一步的蒸發。
在接下來的二個步驟中，會將氨氣和氫氣分離，因此可以重新使用氨氣。
1. 氨氣和氫氣的混合氣體會經由管路，從蒸發器流到吸收器中。在吸收器中，混合氣體會和水溶液接觸，氨氣會溶在水溶液中，氫氣不會，因此吸收器的上方會是氫氣，吸收器的下方則是高濃度的氨水溶液，此程序可以分離氫氣（不溶於水）和氨氣（溶在水中）。
2. 下個步驟會分離氨氣和水。氨水溶液會流到產生器（鍋爐）中，會加熱讓氨氣沸騰汽化，留下沸點較高的水。有些水蒸氣和泡沫會和氨混合，最後一個步驟會將氨氣（和少許水蒸氣）流到分離器，是往上彎曲的管道，有小的障礙物以消除泡沫，並且讓水在管壁凝結流回產生器中。

純氨氣會再流到凝結器內。熱的氨氣在换热器中會和空氣進行熱交換，空氣溫度比高壓的氨沸點要低，因此氨氣會凝結成液氨。凝結後的液氨會往下流，和吸收器釋放的氫氣混合，重覆此一循環。

## 延伸閱讀
- Levy, A.; Kosloff, R. . Phys. Rev. Lett. 2012, 108: 070604. Bibcode:2012PhRvL.108g0604L. PMID 22401189. arXiv:1109.0728 . doi:10.1103/PhysRevLett.108.070604.

## 外部連結
- Absorption Heat Pumps（页面存档备份，存于） (Office of Energy Efficiency and Renewable Energy).
- Arizona Energy（页面存档备份，存于） Explanation with diagrams
- Lithium-Bromide / Water Cycle（页面存档备份，存于） – Absorption Refrigeration for Campus Cooling at BYU.
- American National Standards Institute.  (PDF).   [2012-03-31]. （原始内容存档 (PDF)于2012-10-31）. |url-status=和|dead-url=只需其一 (帮助)